# Верхні Мандроги
Верхні Мандроги (рос. Верхние Мандроги) — присілок у Подпорозькому районі Ленінградської області Російської Федерації.
Населення становить 24 особи. Належить до муніципального утворення Подпорозьке міське поселення.

## Історія
Згідно із законом від 1 вересня 2004 року № 51-оз належить до муніципального утворення Подпорозьке міське поселення.

## Населення
| 2007 | 2010 |
| ---- | ---- |
| 0    | ↗24  |